# El Padre Pitillo
Para la película chilena de 1946, véase El Padre Pitillo (película de 1946).
El Padre Pitillo es una obra de teatro, escrita por Carlos Arniches, estrenada en el Teatro Cómico de Buenos Aires en 1937 y en el Teatro Lara de Madrid el 6 de octubre de 1939.

## Argumento
Don Froilán, conocido en el pueblo como Padre Pitillo es párroco en una pequeña aldea castellana y se ve en la circunstancia de tener que acoger en su casa a la descarriada Rosita, que perdió la honra con el señorito del pueblo Angeles Berne y que, por ello, fue expulsada de su casa por su padrastro Aniceto.

## Representaciones destacadas
- Teatro (Estreno, 1937). Intérpretes: Valeriano León, Aurora Redondo, José Alfayate, José Marco Davo, Francisco Cobeña.
- Cine (Chile, 1946). Dirección: Roberto de Ribón. Intérpretes: Lucho Córdoba, Chela Bon, Nieves Yanko, Conchita Buxón, Nicanor Molinare, Semillita.
- Cine (España, 1954). Dirección: Juan de Orduña. Intérpretes: Valeriano León, Aurora Redondo, Virgilio Teixeira, Margarita Andrey, José Nieto, José Sepúlveda, Josefina Serratosa.
- Televisión (En el espacio Estudio 1, de Televisión española, 9 de mayo de 1972). Dirección: Cayetano Luca de Tena. Intérpretes: Ismael Merlo, Nélida Quiroga, Alfonso del Real, Mary González, Gloria Cámara, Tota Alba, Blanca Sendino, Luis Varela.